# Guliwer (wieżowiec)
Guliwer – 35-piętrowy wielofunkcyjny budynek znajdujący się w Kijowie, stolicy Ukrainy. Znajduje się w samym centrum miasta, w pobliżu stacji metra „Pałac sportu”. W chwili zakończenia budowy przewyższył Parus Business Centre i stał się najwyższym budynkiem biurowym w kraju.